# 3760 Poutanen
3760 Poutanen eller 1984 AQ är en asteroid i huvudbältet som upptäcktes den 8 januari 1984 av den amerikanske astronomen Edward L.G. Bowell vid Anderson Mesa Station. Den är uppkallad efter den finske astronomen Markku Poutanen.